# Element de control

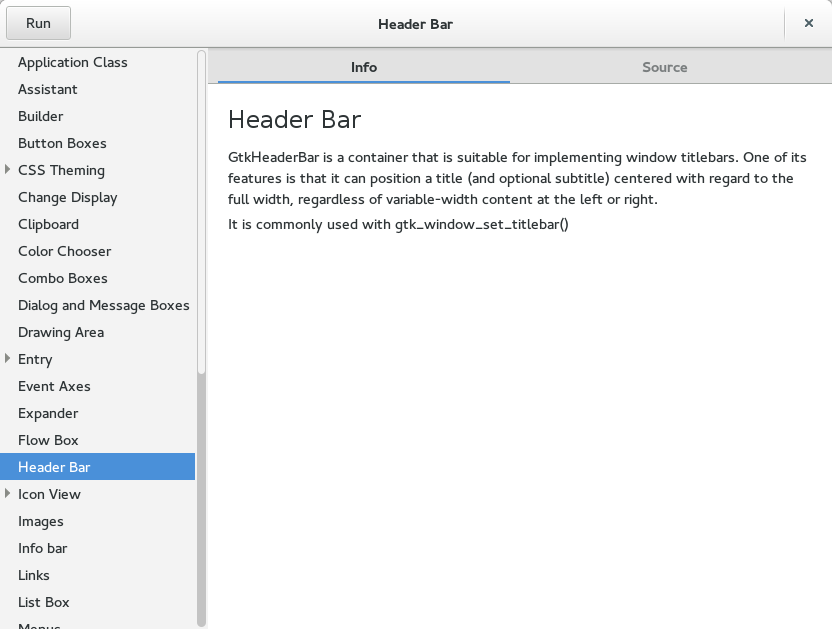
gtk3-demo ilustrează elementele de control puse la dispoziție de GTK+, versiunea 3.

Un element de control (engleză widget) este un element de interacțiune al unei interfețe grafice, cum ar fi un buton sau o bară de defilare.
Un element de control este o subrutină scrisă într-un limbaj de programare (e.g. C, C++ etc.), care trebuie compilată. În plus, este nevoie de un program special numit rendering engine care generează reprezentarea grafică.
Elementele de control sunt adunate în biblioteci, e.g. GTK+, Qt, Cocoa etc.